# Eleição municipal de Botucatu em 2016
A eleição municipal de Botucatu em 2016 foi o 17.º pleito eleitoral realizado na história do município. Ocorreu oficialmente em 2 de outubro e foi disputada em turno único, dado que Botucatu por não ter 200 000 eleitores registrados e aptos ao voto, não atende ao critério eleitoral definido pelo inciso II do artigo n.º 29 da Constituição Federal para a realização de um 2.º turno caso nenhum dos candidatos a prefeito alcance maioria absoluta dos votos. Neste caso, o(a) vencedor(a) é escolhido por maioria simples.
Segundo dados do Tribunal Superior Eleitoral, 98 130 eleitores compunham o eleitorado botucatuense apto a eleger 1 prefeito, 1 vice–prefeito e 11 vereadores para a Câmara Municipal em 2016.

## Candidaturas oficiais
| Candidato          | Coligação            | Partidos coligados                                                               |
| ------------------ | -------------------- | -------------------------------------------------------------------------------- |
| Pardini            | Botucatu Mais Forte  | PSDB/PPS/PMDB/PSB/SD/PCdoB/PSL/PSC/DEM/ PROS/PMN/PSDC/PP/PTN/PRB/PTC/PT do B/PEN |
| Mario Ielo         | Somos Todos Botucatu | PDT/PMB/PTB/PV/PSD                                                               |
| Reinaldinho        | Renova Botucatu      | PR/REDE/PHS/PRP                                                                  |
| Érick Facioli      | -                    | PT                                                                               |
| Daniel de Carvalho | -                    | PSOL                                                                             |

## Campanha eleitoral

### Pesquisa eleitoral
Segundo jornal local, foi registrada na Justiça Eleitoral, no dia 03/09/2016 uma pesquisa de intenção de votos realizada por uma empresa de Minas Gerais. No entanto, a mesma pesquisa foi retirada do site do TSE-Tribunal Superior Eleitoral, e segundo apuração do mesmo jornal, este fato acontece quando não há interesse por parte do contratante em divulgar a pesquisa. Apesar disso, por meio de entrevistas é possível saber um pouco mais sobre as propostas de cada candidato, onde todos falaram sobre educação, participação comunitária, meio ambiente, saúde e medidas econômicas para combater a crise.

## Resultados eleitorais

### Poder Executivo
O resultado da eleição foi dada no primeiro turno, sendo que Botucatu está entre os 23,7% dos municípios do país que elegeram o PSDB como representante, sem contar as capitais, que, no caso de São Paulo, elegeu João Dória Junior, também filiado ao PSDB. Veja abaixo os resultados.
|    | Candidato          | Vice                           | Partido   | % dos Votos | Total de Votos |
| -- | ------------------ | ------------------------------ | --------- | ----------- | -------------- |
| 1º | Mario Pardini      | André Luiz Peres               | PSDB - 45 | 58.20%      | 39,045         |
| 2º | Mario Ielo         | Caco Colenci                   | PDT - 12  | 32.29%      | 21,663         |
| 3º | Reinaldinho        | Lelo Pagani                    | PR - 22   | 6.11%       | 4,099          |
| 4º | Érick Facioli      | Cátia Regina Branco da Fonseca | PT - 13   | 2.23%       | 1,495          |
| 5º | Daniel de Carvalho | Gustavo Bilo                   | PSOL - 50 | 1.17%       | 786            |

| Total  | Válidos         | Brancos       | Nulos         | Abstenções      |
| ------ | --------------- | ------------- | ------------- | --------------- |
| 76.690 | 67.088 (87,48%) | 3.245 (4,23%) | 6.357 (8,29%) | 21.440 (21,85%) |

Seções: 280 de 280

### Poder Legislativo
O número de vereadores de cada cidade é determinado pelo número de habitantes de acordo com a Lei Orgânica de cada município. Para tanto, o processo eleitoral se deu entre 203 pretendentes ao cargo na Câmara Municipal de Botucatu e dentre os 11 vereadores eleitos, o mais votado foi Izaias Branco Colino do PSDB. Veja abaixo os vereadores eleitos.
|     | Candidato                             | Partido | % dos Votos | Total de Votos |
| --- | ------------------------------------- | ------- | ----------- | -------------- |
| 1º  | Izaias Colino                         | PSDB    | 3.43%       | 2,257          |
| 2º  | Abelardo da Costa Neto                | PMDB    | 2.68%       | 1,767          |
| 3º  | Rose Ielo                             | PDT     | 2.68%       | 1,766          |
| 4º  | Andre Rogerio Barbosa - Curumim       | PSDB    | 2,61%       | 1,721          |
| 5º  | Alessandra Lucchesi                   | PSDB    | 2.34%       | 1,541          |
| 6º  | Ednei Lazaro Carreira                 | PSB     | 2.18%       | 1,439          |
| 7º  | Antonio Carlos Trigo                  | PDT     | 2.14%       | 1,410          |
| 8º  | Jamila Cury Dorini                    | PSDB    | 1.91%       | 1,255          |
| 9º  | Antonio Carlos Vaz de Almeida - Cula  | PSC     | 1.78%       | 1,173          |
| 10º | Laudo Gomes da Silva - Sargento Laudo | PP      | 1.73%       | 1,141          |
| 11º | Paulo Renato da Silva                 | PSC     | 1.67%       | 1,097          |

## Repercussão pós-eleitoral
Diferente de anos anteriores, nenhuma pesquisa de campanha foi divulgada, o que causou certa ansiedade entre candidatos e eleitores. Os dois primeiros colocados tinham favoritismo em virtude dos governos antecedentes, sendo que Ielo (PDT) (na época filiado ao PT) esteve à frente da prefeitura na gestão de 2005 à 2008, sendo sucedido por João Cury (PSDB) que, foi prefeito de Botucatu nos mandatos de 2008 e 2012, saindo com boa reputação com a população. A vitória de Mario Pardini logo no primeiro turno foi merecida e, se deu também pelo apoio do prefeito anterior, juntamente com as coligações. Mario Ielo talvez tenha sofrido perda de votos por ter se desfiliado do PT, ao mesmo tempo que sua imagem ainda está associada ao partido que teve sua credibilidade abalada em virtude de processos administrativos enfrentados por candidatos eleitos.